# Championnat de France de futsal 2014-2015
Navigation
Saison 2013-2014 Saison 2015-2016
La saison 2014-2015 de Division 1 Futsal est la huitième édition du Championnat de France de futsal organisé par la Fédération française de football, la seconde sous ce format à un seul groupe. Le premier niveau du futsal français oppose cette saison onze clubs en une série de vingt rencontres jouées de septembre 2014 à juin 2015. Le Cannes Bocca est déclaré en forfait général en début de championnat.
Dominé dans un premier temps par le tenant du titre Sporting Club de Paris qui remporte la phase régulière, le championnat se joue au terme de la phase finale opposant les quatre premiers de cette dernière. Le Sporting est éliminé dès les demi-finales par le Kremlin-Bicêtre United qui s'impose après prolongation en finale face au Toulon TEF, auparavant tombeur du promu Mouvaux Lille MF. Plus mal classé des quatre participants, le KBU remporte son second titre de champion de France et se qualifie pour la Coupe de l'UEFA 2015-2016.
En plus du Cannes Bocca placé à la dernière place par son forfait général, l'ASL Clénay classé à la onzième place est reléguée en Division 2 2015-2016. Les clubs relégués sont remplacés pour l'édition suivante par les deux promus de D2. 

## Format de la compétition
Le championnat de D1 est théoriquement constitué de douze équipes qui s'affrontent en matchs aller-retour (tournoi toutes rondes), avant une phase finale opposant les quatre premiers du classement en tournoi à élimination directe.
Le champion de France est qualifié pour la Coupe de l'UEFA la saison suivante.
Les équipes classées aux onzième et douzième places sont reléguées en D2. Après le forfait général du Cannes Bocca Futsal, classé directement douzième, l'édition 2014-2015 se joue à onze équipes. Une équipe est exempt à chaque journée.

## Clubs participants
| \| Bagneux Béthune Bruguières Clénay Mouvaux Échirolles Garges La Chapelle-sur-Erdre Le Kremlin-Bicêtre SC Paris Toulon \| Clubs 2014-2015 |
| Bagneux Béthune Bruguières Clénay Mouvaux Échirolles Garges La Chapelle-sur-Erdre Le Kremlin-Bicêtre SC Paris Toulon                       |

Durant l'été 2014, troisième l'exercice précédent, Cannes Bocca Futsal disparaît à la suite d'une somme d'argent non remboursée à la mairie de Cannes. Le club est radié de la Fédération française de football le 1er juillet 2014 et le championnat de France 2014-2015 se déroule sans lui.
| Résultat 2013-2014 | Club                           | Localité                                              | Fondation | Dans l'élite depuis | Entraîneur          |
| ------------------ | ------------------------------ | ----------------------------------------------------- | --------- | ------------------- | ------------------- |
| 1er                | Sporting Club de Paris T       | Île-de-France, Paris                                  | 1983      | 2008                | Rodolphe Lopes      |
| 2e                 | Kremlin-Bicêtre United         | Île-de-France, Kremlin-Bicêtre                        | 2002      | 2007                | Hugo Sintra         |
| 4e                 | Béthune Futsal Club            | Nord-Pas-de-calais, Pas-de-calais, Béthune            | 2002      | 2010                | Aldo Cannetti       |
| 5e                 | Bruguières SC                  | Midi-Pyrénées, Haute-Garonne, Bruguières              | 2003      | 2008                |                     |
| 6e                 | Toulon Tous Ensemble           | PACA, Var, Toulon                                     | 2008      | 2011                | Felice Mastropierro |
| 7e                 | FC Erdre-Atlantique            | Pays de la Loire, Loire-Atlantique, Chapelle-s/-Erdre | 2002      | 2007                | Fabrice Gacougnolle |
| 8e                 | Garges Djibson ASC             | Île-de-France, Garges                                 | 2008      | 2007                | Cyrille Gaudin      |
| 9e                 | AS Bagneux Futsal              | Île-de-France, Bagneux                                | 1995      | 2008                |                     |
| 10e                | ASL Clénay                     | Bourgogne, Côte-d'Or, Clénay                          | 2004      | 2008                |                     |
| 1er D2 A           | Mouvaux Lille Métropole Futsal | Nord-Pas-de-calais, Nord, Douai                       | 2007      | 2014                | Nordine Benamrouche |
| 1er D2 B           | FC Picasso Échirolles          | Rhône-Alpes, Isère, Échirolles                        | 1990      | 2014                |                     |

## Phase régulière

### Résultats
| Résultats (▼dom., ►ext.)                                   | SCP  | Mou  | TTE | KBU | Erd  | Gar  | Bet  | Bru  | Bag  | Ech  | Cle  | CBF |
| SC Paris                                                   |      | 5-4  | 7-2 | 5-4 | 4-3  | 11-5 | 11-0 | 10-3 | 11-2 | 13-3 | 16-0 | -   |
| Mouvaux Lille MF                                           | 5-4  |      | 4-3 | 3-0 | 5-2  | 10-5 | 6-6  | 7-5  | 11-2 | 8-5  | 0-3  | -   |
| Toulon TEF                                                 | 2-4  | 2-3  |     | 2-2 | 6-0  | 6-4  | 2-2  | 6-3  | 9-2  | 6-2  | 7-1  | -   |
| Kremlin-Bicêtre Utd                                        | 1-5  | 10-2 | 3-3 |     | 3-3  | 6-3  | 6-4  | 6-3  | 3-4  | 8-5  | 6-0  | -   |
| FC Erdre                                                   | 4-10 | 5-8  | 4-9 | 0-2 |      | 5-2  | 5-4  | 3-2  | 6-3  | 3-4  | 4-3  | -   |
| Garges Djibson ASC                                         | 4-6  | 3-4  | 7-5 | 4-5 | 10-4 |      | 9-5  | 3-5  | 4-4  | 10-4 | 4-4  | -   |
| Béthune FC                                                 | 3-11 | 2-5  | 0-2 | 3-3 | 2-6  | 2-6  |      | 5-1  | 5-4  | 4-6  | 6-0  | -   |
| Bruguières SC                                              | 2-3  | 3-4  | 2-4 | 2-2 | 2-1  | 5-9  | 5-4  |      | 0-2  | 4-2  | 4-4  | -   |
| AS Bagneux                                                 | 1-8  | 1-5  | 3-8 | 3-5 | 3-3  | 6-5  | 0-3  | 4-3  |      | 6-4  | 3-5  | -   |
| FC Picasso Échirolles                                      | 3-8  | 3-4  | 3-7 | 2-3 | 2-8  | 4-2  | 0-4  | 6-7  | 11-5 |      | 6-3  | -   |
| ASL Clénay                                                 | 2-6  | 4-5  | 1-2 | 3-4 | 4-6  | 3-5  | 4-7  | 3-3  | 6-2  | 2-2  |      | -   |
| Cannes Bocca Futsal                                        | -    | -    | -   | -   | -    | -    | -    | -    | -    | -    | -    |     |
| - Victoire à domicile - Match nul - Victoire à l'extérieur |      |      |     |     |      |      |      |      |      |      |      |     |

### Classement
| Rang | Équipe                     | Pts | J  | G  | N | P  | Bp  | Bc  | Diff |
| ---- | -------------------------- | --- | -- | -- | - | -- | --- | --- | ---- |
| 1    | Sporting Club de Paris T C | 77  | 20 | 19 | 0 | 1  | 158 | 53  | +105 |
| 2    | Mouvaux Lille MF P         | 68  | 20 | 16 | 1 | 3  | 103 | 73  | +30  |
| 3    | Toulon Tous Ensemble       | 59  | 20 | 12 | 3 | 5  | 93  | 57  | +36  |
| 4    | Kremlin-Bicêtre United     | 58  | 20 | 11 | 5 | 4  | 82  | 59  | +23  |
| 5    | FC Erdre-Atlantique        | 46  | 20 | 8  | 2 | 10 | 75  | 88  | -13  |
| 6    | Garges Djibson ASC         | 43  | 20 | 7  | 2 | 11 | 104 | 104 | 0    |
| 7    | Béthune Futsal Club        | 41  | 20 | 6  | 3 | 11 | 71  | 92  | -21  |
| 8    | Bruguières SC              | 38  | 20 | 5  | 3 | 12 | 64  | 88  | -24  |
| 9    | AS Bagneux Futsal          | 37  | 20 | 5  | 2 | 13 | 60  | 115 | -55  |
| 10   | FC Picasso Échirolles P    | 36  | 20 | 5  | 1 | 14 | 77  | 115 | -38  |
| 11   | ASL Clénay                 | 33  | 20 | 3  | 4 | 13 | 55  | 98  | -43  |
| 12   | Cannes Bocca Futsal        | 0   | 0  | 0  | 0 | 0  | 0   | 0   | 0    |

Promotions et relégations
- Qualification en phase finale
- Relégation en Division 2 2015-2016
- Forfait général

Abréviations
- T : Champion de France 2013-2014
- C : Vainqueur de la Coupe de France 2014-2015
- P : Promu de Division 2 2013-2014

## Phase finale

### Demi-finales
Dans les deux demi-finales, les équipes jouant à l'extérieur (donc moins bien classées au terme de la phase régulière) l'emportent.
| Demi-finale 1er- 4e | Sporting Paris (1er) | 4 - 7 | Kremlin-Bicêtre United (4e) |                                                                                               |                                                                                               |
| 23 mai 2015         |                      |       |                             | Gymnase Georges Carpentier 2, Paris · Arbitrage : MM. Pelissier et Chennine · Photos du match | Gymnase Georges Carpentier 2, Paris · Arbitrage : MM. Pelissier et Chennine · Photos du match |

| Demi-finale 2e- 3e | Mouvaux Lille Métropole Futsal (2e) | 3 - 4 ap | Toulon Tous Ensemble (3e) |                                                                      |                                                                      |
| 23 mai 2015        |                                     |          |                           | Salle Gayant, Douai Spectateurs : 700 Arbitrage : MM. Lang et Lazami | Salle Gayant, Douai Spectateurs : 700 Arbitrage : MM. Lang et Lazami |

### Finale
Le Kremlin-Bicêtre United, quatrième de la phase régulière et plus mal classé des participants à la phase finale, est sacré champion de France de futsal 2014-2015.
| Titulaires :  |                        |  |
|               |                        |  |
| 6             | David Rondon Fernandez |  |
| 7             | Azdine Aigoun          |  |
| 11            | Alex Da Silva          |  |
| 12            | Yassine Mohammed       |  |
| 21            | Juanillo               |  |
|               |                        |  |
| Remplaçants : |                        |  |
| 1             | Yassine Mohammed       |  |
| 2             | Sid Belhaj             |  |
| 3             | Michaël Tache          |  |
| 5             | Alexandre Pezeron      |  |
| 9             | Nassim Boudebibah      |  |
| 10            | Abdessamad Mohammed    |  |
| 17            | Julien Sakrani         |  |
| 18            | César Guessous         |  |
| 20            | Antoine Lourenco       |  |
|               |                        |  |
| Entraîneur :  |                        |  |
| Hugo Sintra   |                        |  |

| Titulaires :        |                        |  |
|                     |                        |  |
| 1                   | Sergio Gomez           |  |
| 9                   | Paulinho Garibaldi     |  |
| 10                  | Thiago Souza           |  |
| 13                  | Vinicius De Menezes    |  |
| 19                  | Juanito                |  |
|                     |                        |  |
| Remplaçants :       |                        |  |
| 12                  | Ba El Maarouf Kerroumi |  |
| 2                   | David Busquets         |  |
| 5                   | Diego Heredia          |  |
| 6                   | Victor Paez            |  |
| 7                   | Thomas Auclaire        |  |
| 8                   | Farah Gouled           |  |
| 17                  | Adrian Cifuentes       |  |
|                     |                        |  |
| Entraîneur :        |                        |  |
| Felice Mastropierro |                        |  |

| Titulaires :  |                        |  |
|               |                        |  |
| 6             | David Rondon Fernandez |  |
| 7             | Azdine Aigoun          |  |
| 11            | Alex Da Silva          |  |
| 12            | Yassine Mohammed       |  |
| 21            | Juanillo               |  |
|               |                        |  |
| Remplaçants : |                        |  |
| 1             | Yassine Mohammed       |  |
| 2             | Sid Belhaj             |  |
| 3             | Michaël Tache          |  |
| 5             | Alexandre Pezeron      |  |
| 9             | Nassim Boudebibah      |  |
| 10            | Abdessamad Mohammed    |  |
| 17            | Julien Sakrani         |  |
| 18            | César Guessous         |  |
| 20            | Antoine Lourenco       |  |
|               |                        |  |
| Entraîneur :  |                        |  |
| Hugo Sintra   |                        |  |

| Titulaires :        |                        |  |
|                     |                        |  |
| 1                   | Sergio Gomez           |  |
| 9                   | Paulinho Garibaldi     |  |
| 10                  | Thiago Souza           |  |
| 13                  | Vinicius De Menezes    |  |
| 19                  | Juanito                |  |
|                     |                        |  |
| Remplaçants :       |                        |  |
| 12                  | Ba El Maarouf Kerroumi |  |
| 2                   | David Busquets         |  |
| 5                   | Diego Heredia          |  |
| 6                   | Victor Paez            |  |
| 7                   | Thomas Auclaire        |  |
| 8                   | Farah Gouled           |  |
| 17                  | Adrian Cifuentes       |  |
|                     |                        |  |
| Entraîneur :        |                        |  |
| Felice Mastropierro |                        |  |

## Clubs engagés dans d'autres compétitions

### Coupe de l'UEFA
En tant que champion en titre, le Sporting Paris participe à la Coupe de l’UEFA (en). Le club intègre la compétition au Tour principale (contrairement au tour préliminaire la saison précédente). Le Sporting gagne ses trois matchs et devient le premier club français à se qualifier pour le Tour élite.
Dans cette épreuve, les Parisiens terminent second du groupe C derrière le Kairat Almaty FC, tenant du titre de la Coupe intercontinentale et futur vainqueur de la compétition. Seule la première place qualifie pour le Final four. L'international brésilien du Sporting Paris, Café, termine co-meilleur buteur de cette Coupe de l'UEFA 2014-2015 avec dix réalisations dont sept au Tour élite.

### Coupe de France
Les clubs de Division 1 ont l'obligation de participer à la Coupe de France. Exempts des premiers tours, ils débutent la compétition en trente-deuxième de finale. Une équipe doit donc jouer six matchs pour gagner la compétition.
Les clubs de D1 monopolisent rapidement la majorité des places encore en lice. Quand trente-deux clubs sont éliminés pour passer en 16e de finale, seuls trois sont de l'élite qui constitue déjà un quart des qualifiés. En quart de finale, six des huit postulants à la victoire évoluent en D1, puis trois des quatre demi-finalistes. Les deux derniers clubs en lice sont Sporting Paris et Garges Djibson ASC, le premier s'impose 2-1.
Le tableau suivant montre le nombre de clubs de D1 en lice par tour : 
| Divisions / Manches | 32es de finale    | 16es de finale | Huitièmes de finale | Quarts de finale | Demi-finales | Finale |
| ------------------- | ----------------- | -------------- | ------------------- | ---------------- | ------------ | ------ |
| Clubs de D1 engagés | 11 (sur 64 clubs) | 8 (32)         | 7 (16)              | 6 (8)            | 3 (4)        | 2 (2)  |